# Pollopof
Pollopof was een Belgische stripreeks getekend en geschreven door Marc Sleen. De serie was een pantomime gagstrip rond een gezette man van middelbare leeftijd met een bolhoed en een Charlie Chaplinsnorretje. De meeste gags telden maar vier prentjes.
De reeks liep van 13 januari 1948 in het weekblad Ons Volk tot het op 6 april 1947 werd overgenomen door het blad Overal. Toen dit blad ophield te bestaan vond Pollopof vier dagen later onderdak bij het blad De Zondagsvriend. Van 19 januari 1950 tot 12 oktober 1952 liep de serie in Ons Zondagsblad, waar ze nadien vervangen werd door Oktaaf Keunink. 
Pollopof had ook een paar maal een cameo in de stripreeks Nero. Hij is onder meer te zien in stroken 79 tot 82 van Het B-Gevaar (1947). In strook 58-60 van De Juwelen van Gaga-Pan (1949) speelt hij de rol van cipier. In strook 193-201 duikt hij opnieuw op als agent. In strook 239 van Moea-Papoea (1950) wordt Pollopof zelf neergeslagen door een agent.